# Karl Wahlmüller
Karl Wahlmüller   (Linz, 22 d'octubre de 1913 - Toila, 16 de febrer de 1944) fou un futbolista austríac que va competir durant la dècada de 1930. Jugava de migcampista.
El 1936 va prendre part en els Jocs Olímpics d'Estiu de Berlín, on guanyà la medalla de plata en la competició de futbol. Va jugar els quatre partits. A nivell de clubs jugà al SV Urfahr Linz i al LSV Adlerhorst Weis.
Va morir el 1944 en acció durant la Segona Guerra Mundial al Front Oriental.